# Талаат Харб (улица)
Улица Талааб Харб (араб. طلعت حرب‎) — историческая улица в Центральном Каире (Египет), соединяющая площадь Тахрир с площадью Талаата Харба.

## Название
Первоначально улица называлась в честь Сулеймана-паши аль-Фарансави, египетского военачальника французского происхождения при Мухаммеде Али. Улица была переименована в 1954 году, получив имя Талаата Харба, ведущего египетского экономиста начала XX века. Это было сделано в рамках политики нового президента Египта Гамаля Абделя Насера, направленной на избавление города от всяческих напоминаний о династии Мухаммеда Али и периоде британского владычества.

## История
Улица возникла в ходе модернизации города, проводимой хедивом Исмаилом-пашой во второй половине XIX века. В противовес узким и извилистым улочкам исторического Каира возводились прямые и светлые улицы нового центра города на осушённых болотистых территориях. Улица Сулеймана-паши стала одной из самых респектабельных мест «Парижа на Ниле»: здесь размещались роскошные магазины и модные кафе. Улица привлекала высшее египетское общество и европейцев, одним из мест притяжения для них служило открытое в 1925 году кафе «J. Groppi». Кафе-кондитерская приобрела такую славу и репутацию, что поставляла свою продукцию к египетскому королевскому двору, а также здесь делали покупки британские принцессы Елизавета и Маргарет. Кафе чудом уцелело в «Каирском пожаре», серии погромов и беспорядков, направленных против всевозможных заведений города, принадлежащих европейцам. В эпоху социализма Насера кафе утратило свою прежнюю репутацию и высокий уровень квалификации, но существует и по сей день.
Другое известное кафе «Riche» было основано греками в 1921 году. Оно стало местом становления для многих будущих египетских музыкальных исполнителей, в частности для Умм Кульсум.
Кроме того район улицы Талаат Харб является центром еврейской общины Каира, здесь располагается синагога Шаар Ха Шамаиим.
Располагающаяся в центре города и примыкающая к площади Тахрир улица Талаат Харб становилась одним из мест действий в бурной политической жизни Египта начала XXI века. В 2005 году здесь прошёл марш, организованный неофициальным оппозиционным движением «Кифая» против политики Хосни Мубарака, а в 2011 году здесь происходила некоторая часть событий Египетской революции.

## Галерея

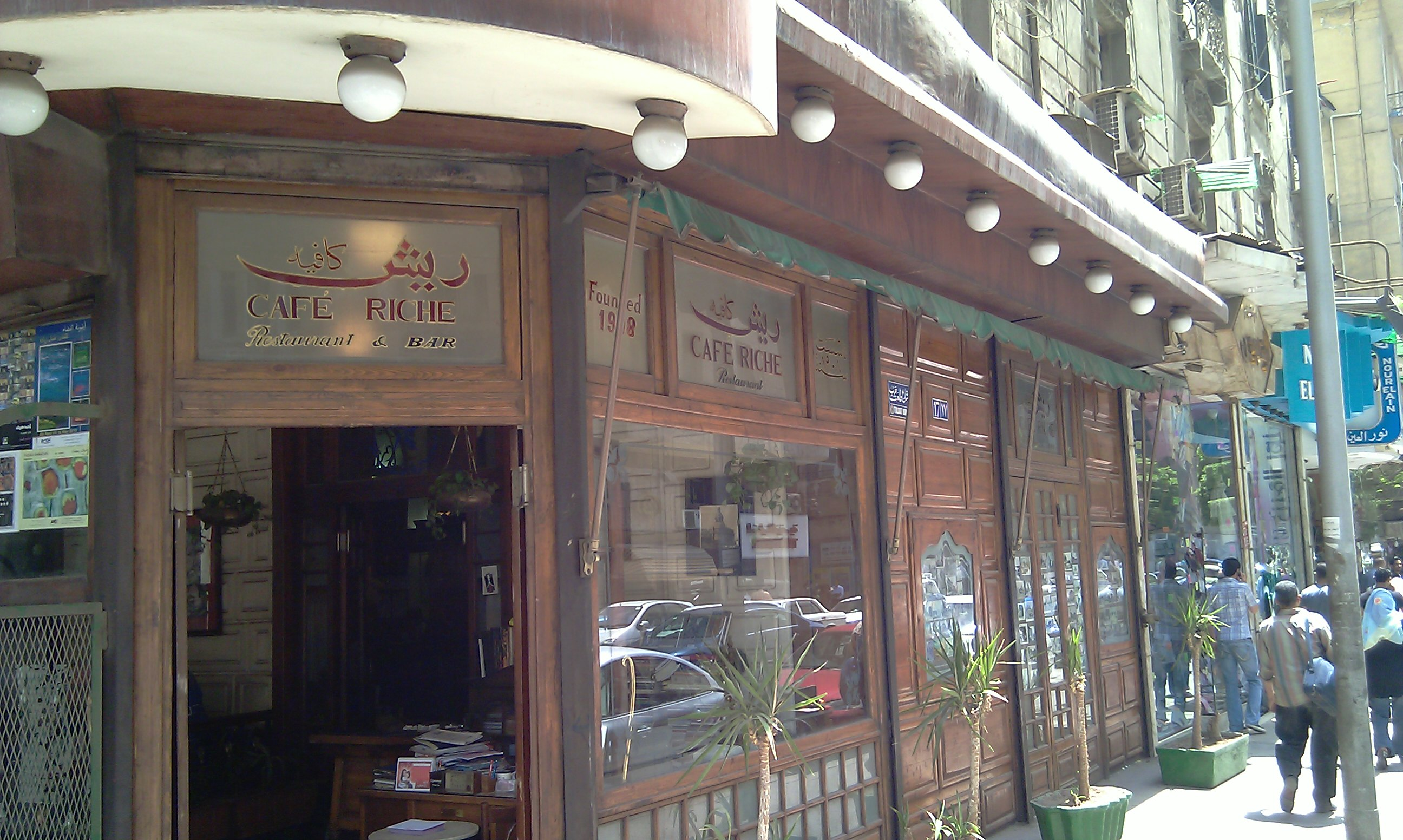
Кафе «Riche»
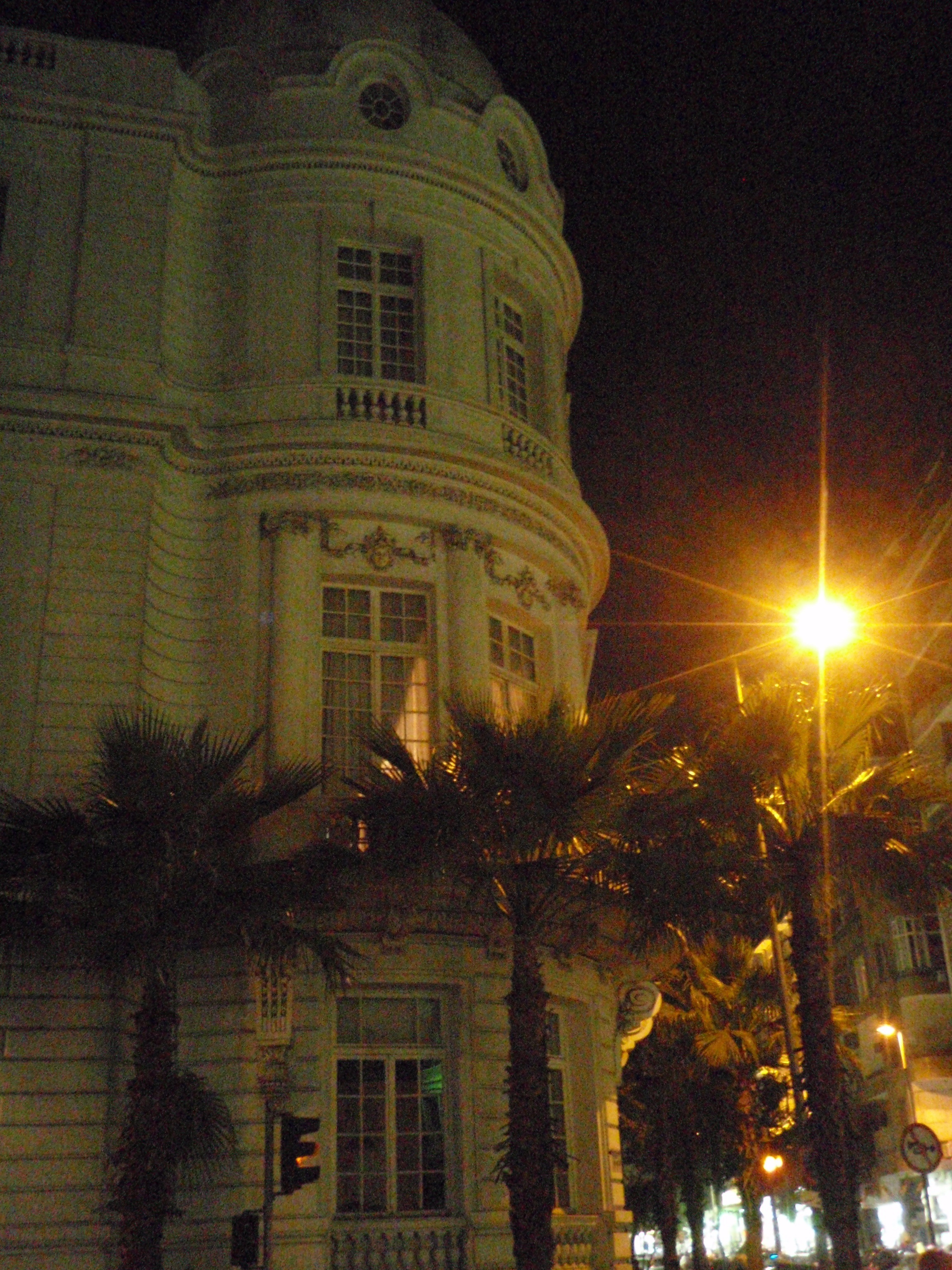
Египетский дипломатический клуб
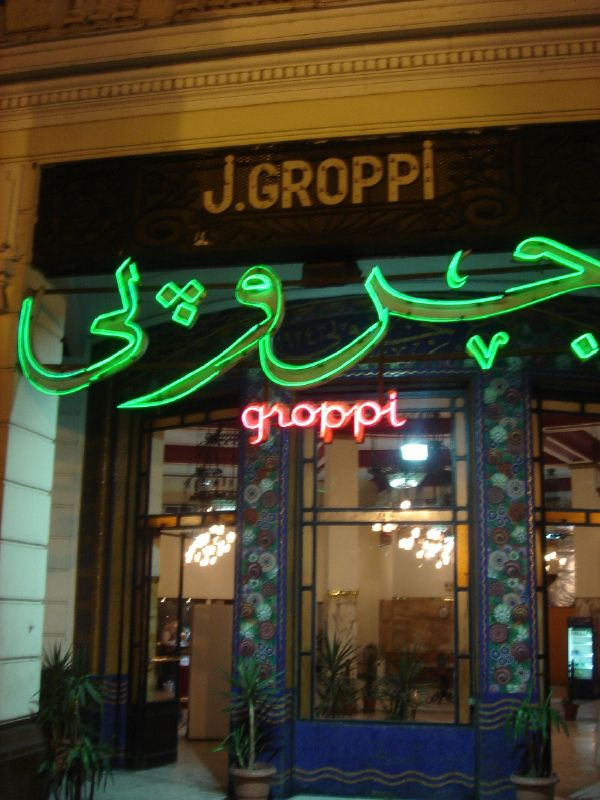
Кафе-кондитерская «J. Groppi»
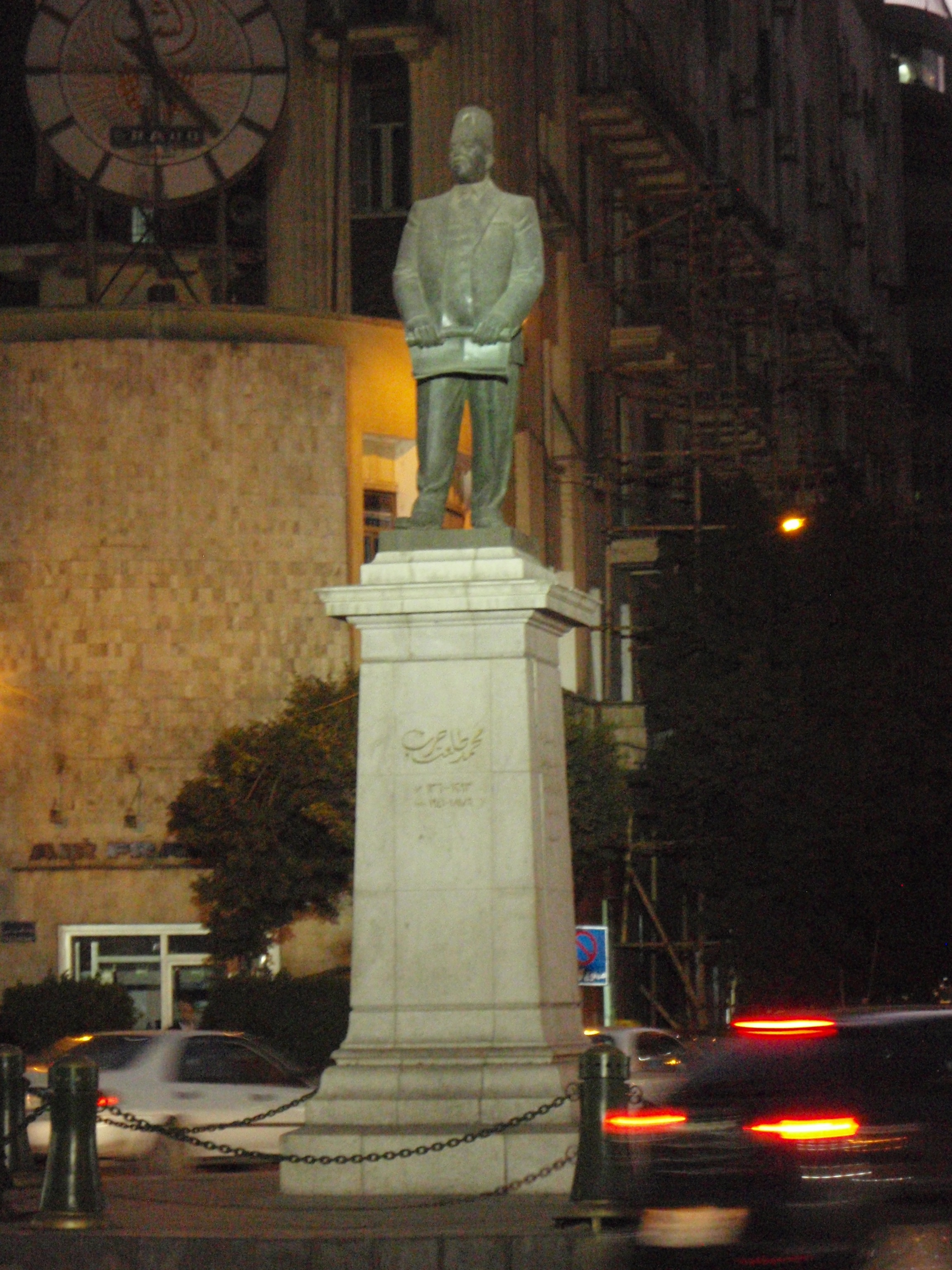
Памятник Талаата Харба на одноимённой площади